# Macrobunus multidentatus
Espèce
Synonymes
- Myro multidentata Tullgren, 1902

Macrobunus multidentatus est une espèce d'araignées aranéomorphes de la famille des Macrobunidae.

## Distribution
Cette espèce est endémique du Chili. Elle se rencontre vers le río Aisén.

## Description
Le mâle holotype mesure 7,8 mm.

## Systématique et taxinomie
Cette espèce a été décrite sous le protonyme Myro multidentata par Tullgren en 1902. Elle est placée dans le genre Macrobunus par Lehtinen en 1967.

## Publication originale
- Tullgren, 1902 : « Spiders collected in the Aysen Valley by Mr P. Dusén. » Bihang till Kongliga Svenska Vetenskaps-akademiens handlingar, vol. 28, no 4-1, p. 1-77 (texte intégral).